# Stauros (zespół muzyczny)
Stauros – polski zespół pop-rockowy, założony w 1997 w Katowicach.

## Muzycy

### Obecny skład[1]
- Danuta Kuchta – śpiew
- Andrzej Kowalski – gitara basowa
- Arek Kuś – perkusja
- Damian Magoń – gitary, klawisze
- Łukasz Kwapisiewicz – akordeon, klawisze

### Byli członkowie
- Adam Mrożek – gitara basowa
- Sylwester „Gilwa” Kuchta – perkusja
- Sławek Rozmus – akordeon, klawisze

## Historia
Zespół został założony w 1997 r. przez Sylwestra Kuchtę, również członka zespołu Sami. Za oficjalny początek działalności zespołu uznaje się rok 2000. Wtedy członkowie grupy podpisali kontrakt z wytwórnią fonograficzną Universal Music Polska i zaczął pracować nad swoją debiutancką płytą "Dla Was", która ukazała się 7 czerwca 2001. Nakręcono również teledysk do piosenki "Jaki tu spokój", którą wykorzystano w filmie E=mc². Innymi znanymi piosenkami z płyty były "Hej hej nał" i "Przepraszam". Zespół wtedy stał zyskał dużą popularność, pojawiał się w różnych stacjach telewizyjnych, udzielał wywiadów, a także występował na scenie m.in. z Brathankami, Edytą Górniak, Kasią Kowalską czy T.Love.
W 2002 roku ukazał się singiel "Bal...!" zapowiadający drugi studyjny album zespołu. Płyta "Jesteśmy...!?" została wydana 20 października 2003. Do  "Bal...!" i tytułowej piosenki powstały teledyski.
5 maja 2006 wydano kompilację zawierającą utwory z dwóch poprzednich płyt "Jesteśmy... dla was...".

## Dyskografia
| Rok  | Tytuł                                                                                         |
| ---- | --------------------------------------------------------------------------------------------- |
| 2001 | Dla Was - Wydawca: Universal Music Polska - Data: 7 czerwca 2001 - Format: CD, MC             |
| 2003 | Jesteśmy...!? - Wydawca: Universal Music Polska - Data: 20 października 2003 - Format: CD, MC |
| 2006 | Jesteśmy... dla was... - Wydawca: brak (wydanie własne) - Data: 5 maja 2006 - Format: CD      |

## Single
- Hej hej nał (2001)
- Jaki tu spokój (2001)
- Bal...! (2002)
- Jesteśmy..!? (2003)

## Wideografia
- Jaki tu spokój (2001)
- Bal...! (2002)
- Jesteśmy..!? (2003)